# Дюкастель, Оливье
Оливье Дюкастель (фр. Olivier Ducastel; род. 23 февраля, 1962, Лион, Франция) — французский кинорежиссёр и сценарист . Работает в соавторстве со своим партнером Жаком Мартино.

## Биография
Оливье Дюкастель родился 23 февраля 1962 года в Лионе, Франция. Проведя юношеские годы в Руане, переехал в Париж, чтобы учиться театральному и киноискусству в Университете Новая Сорбонна. В 1988 году как режиссер Дюкастель поставил короткометражный музыкальную комедию «Желание угодить» (фр. Le Goût de plaire). В том же году он был помощником на последнем фильме своего наставника Жака Деми «Три билета на двадцать шестой» (фр. Trois places pour le 26). В начале 1990-х работал звукорежиссером нескольких фильмов.
В 1995 году Оливье Дюкастель встретил Жака Мартино, что стало началом их личных отношений и творческого сотрудничества. Первой совместной работой Дюкастель и Мартино стала лента «Жанна и отличный парень» — музыкальная комедия на тему ВИЧ/СПИДа, вдохновленная фильмами Жака Деми с участием Вирджинии Ледоен и сына Деми Матье в главных ролях. Фильмом был открыт 48-й Берлинский международный кинофестиваль 1998 года.
В дальнейшем Оливье Дюкастель и Жак Мартино как режиссеры и сценаристы работают над фильмами, сюжетные линии которых связаны с гомосексуальной тематикой и, в частности,
создали трехчасовой телевизионный проект «Рождённые в 68-м» с участием Летиции Каста и Янника Ренье.
В 2016 году Дюкастель и Мартино возглавили жюри конкурса ЛГБТ — фильм «Queer Palm» 69-го Каннского международного кинофестиваля.

## Фильмография
| Год  |     | Название                | Оригинальное название            | Режиссёр | Сценарист |
| ---- | --- | ----------------------- | -------------------------------- | -------- | --------- |
| 1989 | к/м | Желание угодить         | Le goût de plaire                | Да       | Да        |
| 1998 |     | Жанна и отличный парень | Jeanne et le garçon formidable   | Да       | Да        |
| 2000 |     | Приключения Феликса     | Drôle de Félix                   | Да       | Да        |
| 2002 |     | Моя жизнь на льду       | Ma vraie vie à Rouen             | Да       | Да        |
| 2005 |     | Рачки и ракушки         | Crustacés et coquillages         | Да       | Да        |
| 2008 | т/ф | Рождённые в 68-м        | Nés en 68                        | Да       | Да        |
| 2010 |     | Семейное дерево         | L'arbre et la forêt              | Да       | Да        |
| 2016 |     | Тео и Юго в одной лодке | Théo et Hugo dans le même bateau | Да       | Да        |